# آرثر فينر
آرثر فينر هو سياسي أمريكي، ولد في 10 ديسمبر 1745 في بروفيدنس في الولايات المتحدة، وتوفي بنفس المكان في 15 أكتوبر 1805. نشط حزبياً في Country Party (Rhode Island) ‏. وقد انتخب حاكم رود آيلاند ‏ (5 مايو 1790 – 15 أكتوبر 1805).